# Molione triacantha
Molione triacantha är en spindelart som beskrevs av Tord Tamerlan Teodor Thorell 1892. Molione triacantha ingår i släktet Molione och familjen klotspindlar. Inga underarter finns listade i Catalogue of Life.